# Flagellostomias boureei
Flagellostomias boureei är en fiskart som först beskrevs av Zugmayer, 1913.  Flagellostomias boureei ingår i släktet Flagellostomias och familjen Stomiidae. Inga underarter finns listade i Catalogue of Life.